# 홍미

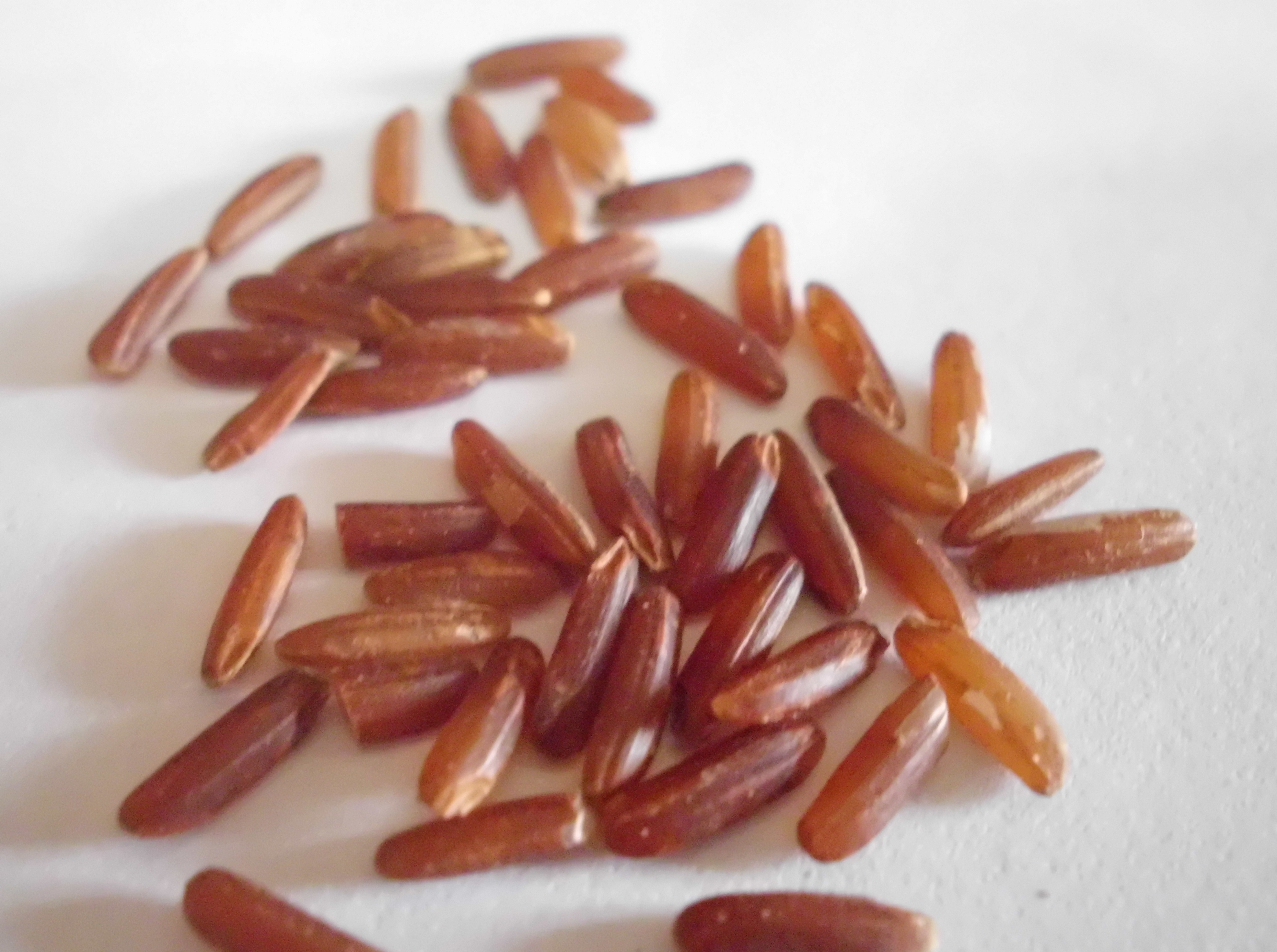
홍미

홍미(紅米)는 유색미의 일종으로, 겉이 붉은색을 띠는 쌀이다. 붉은쌀, 적미(赤米)로도 불린다.

## 종류
- 부탄홍미
- 카마르그홍미

## 사진 갤러리

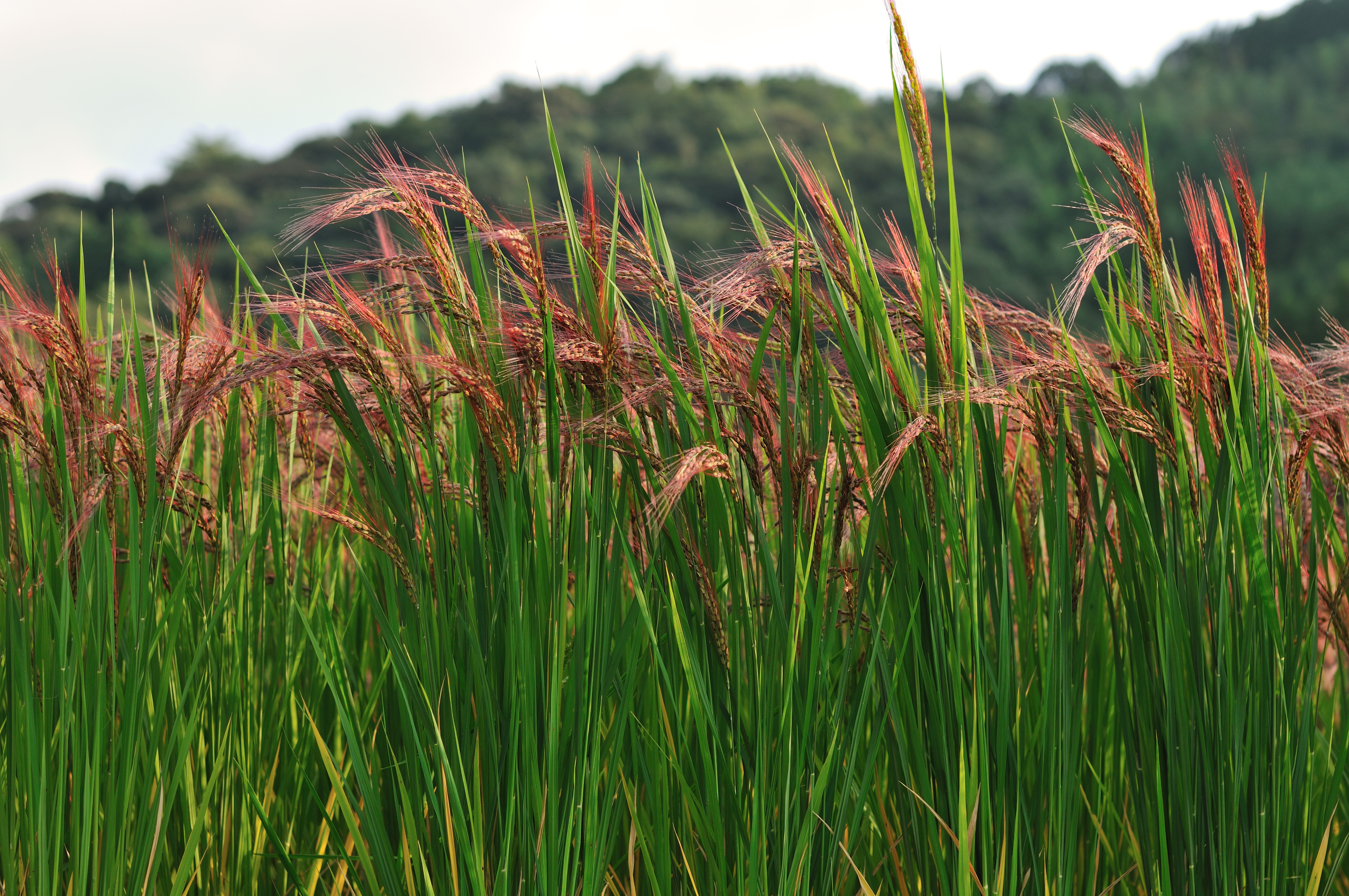
홍미 벼
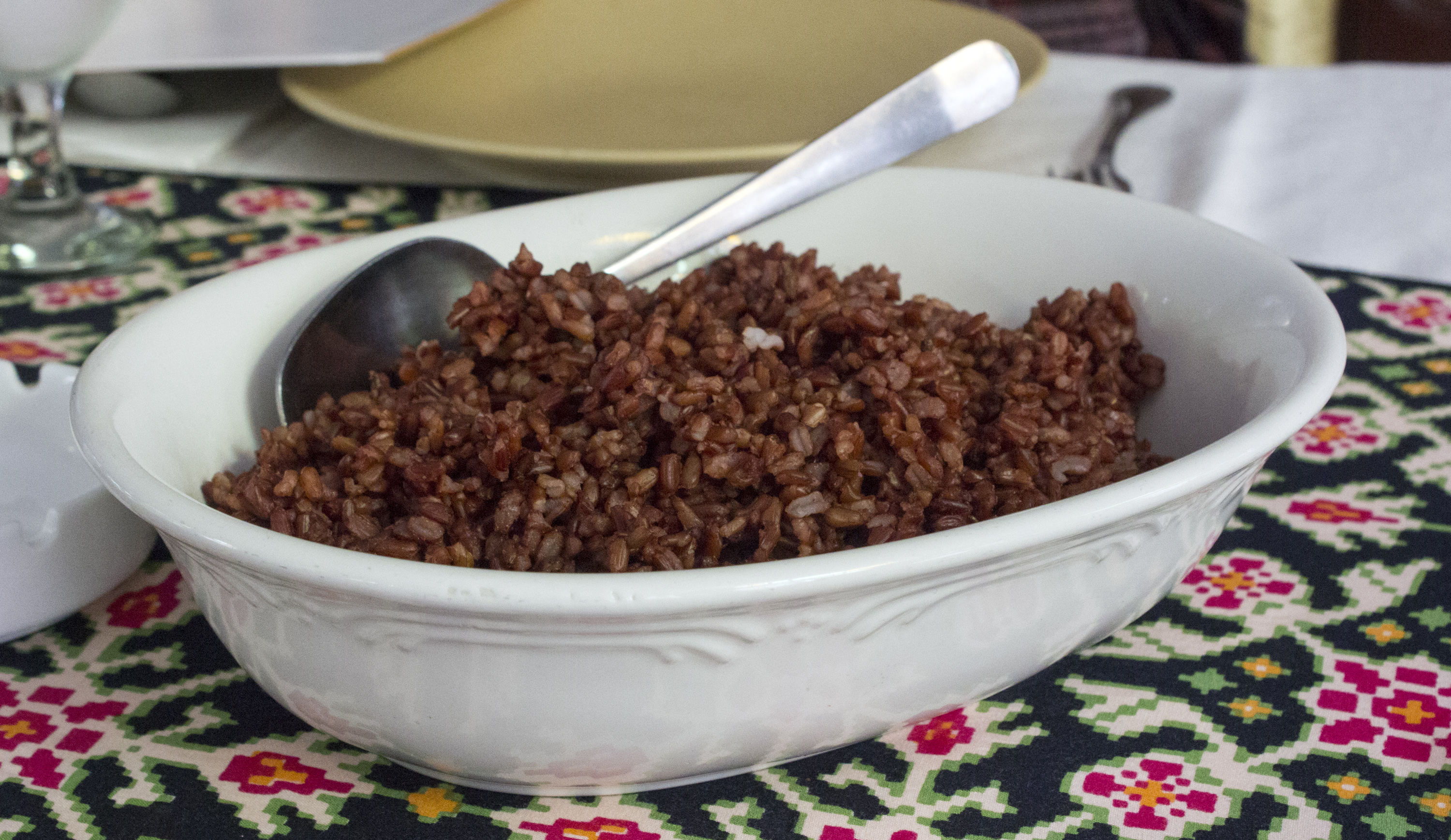
홍미밥

## 같이 보기
- 녹미
- 흑미